# 1970 en informatique
1969 en informatique - 1970 - 1971 en informatique
Cet article présente les principaux évènements de 1970 dans le domaine informatique

## Événements
- 1er janvier à zéro heure (00:00:00 UTC) : début de l’heure Unix (standard POSIX) ; origine temporelle utilisée par de nombreux systèmes informatiques. Le timestamp est à l'origine de la plupart des compteurs de date informatique. Il arrivera à sa limite de capacité sur 32 bits en 2038 (voir bug de l'an 2038)[1].
- avril : lancement de la gamme de machines PDP-11 par DEC
- juillet: Fondation du Palo Alto Research Center, centre de recherche de Xerox d'où sortiront de nombreuses innovations.
- IBM lance son Système 370, un ordinateur qui a recours aux circuits intégrés.
- Première puce mémoire créée par Intel
- Création de la méthode Warnier

## Informatique théorique
- Démonstration du théorème de Savitch (par Walter Savitch)